# 冰岛编年史
《冰岛编年史》是记录了十三和十四世纪冰岛一带的事件的年表的诸手稿合集。
《冰岛编年史》是关于十三和十四世纪的冰岛商业活动的最被普遍使用的文字资料，其次才是一些现存稀少的法律和贸易文件以及北欧传说。这些史料比别的资料被使用得更加频繁，主要是因为它们提到了来往于冰岛一带的那些船只，而其他的资料对此的提及则没有如此频繁。这些记录的结构零碎，提供的信息简洁，并且整部作品的各个条目在上下文连接上的关联性很有限，以至于学者们普遍会遭遇到方法论上的困难。
现存的十四世纪的《冰岛编年史》手稿有五部：
- 《古代编年史》（拉丁语：Annales vetustissimi）（约1310年）
- 《王室编年史》（拉丁语：Annales regii；冰岛语：Konungsannáll）或《辛盖里（英语：Thingeyri）编年史》（冰岛语：Þingeyraannáll）（约1300-1328年）
- 《斯考尔霍特编年史》（冰岛语：Skálholts annáll）（约1362年）与《斯考尔霍特残卷》（英语：Skálholt fragment）（约1360-1380年）
- 《法律编年史》（冰岛语：Lögmanns annáll）（约1362-1390年）
- 《弗拉泰书》（冰岛语：Flateyjarbók）（约1387-1395年）